# Сюлейман Сойлу
Сюлейман Сойлу (на турски: Süleyman Soylu) е турски политик. От 2016 г. е министър на вътрешните работи на Турция. Заместник–председател на Партията на справедливостта и развитието. Преди това е бил министър на труда и социалното осигуряване (2015–2016). Той е бивш председател на Демократическата партия от 6 януари 2008 до 16 май 2009 година.
Сойлу е назначен за министър на вътрешните работи след изненадващата оставка на Ефкан Ала.

## Ранни години и професионално развитие
Сюлейман Сойлу е роден на 21 ноември 1969 г. в Истанбул, Турция. Завършва Факултета по мениджмънт на Истанбулския университет. Започва бизнес кариера в Истанбулската фондова борса през 1990 година. През 1996 г. той създава застрахователната компания „Engin Insurance and Mediation Services“. През януари 2021 г. той и синът му Левент Сойлу основават „Esigortan Insurance Agency Services“, нова застрахователна компания.